# Paratrygon aiereba
A Paratrygon aiereba a porcos halak (Chondrichthyes) osztályának sasrájaalakúak (Myliobatiformes) rendjébe, ezen belül a folyamirája-félék (Potamotrygonidae) családjába tartozó faj.
Nemének az egyetlen faja.

## Előfordulása
A Paratrygon aiereba előfordulási területe Dél-Amerikában van. Az Amazonas-medencében és az Orinocóban, valamint ezek mellékfolyóiban (Ucayali, Solimões, Amazon, Rio Negro, Branco, Madeira és Tocantins) található meg.

## Megjelenése
Ez a porcoshal az orra hegyétől a farka végéig elérheti a 78-80 centiméteres hosszúságot is. A legnagyobb kifogott példány 14 kilogrammos volt.

## Életmódja
Trópusi, édesvízi rájafaj, amely a folyófenéken rovarokra, rákokra és halakra vadászik. Főleg a partok sekély vizeiben tartózkodik.

## Szaporodása
Ál-elevenszülő (ovovivipar) porcos hal. Miután a kis ráják felélték a szikzacskóik „sárgáját”, a szikzacskók az emlősök méhlepényéhez hasonló burokká alakulnak át. Ebben az anyaállat nyálkával, zsírral vagy fehérjével táplálja kicsinyeit. Egy alomban 2 darab kis rája van. Szaporodáskor az Orinocóban felúszik a felső szakaszba.